# Agelacida marginata
Agelacida marginata es un insecto coleóptero de la familia Chrysomelidae.
Fue descrita científicamente por primera vez en 1898 por Jacoby.